# Deana Barroqueiro
Deana Barroqueiro (New Haven, Connecticut, Estados Unidos da América, 23 de Julho de 1945) é uma professora e escritora portuguesa.

## Biografia
Deana Barroqueiro é uma das mais destacadas escritoras de romance histórico português, do século XXI, com uma vasta obra, predominantemente de personagens e acontecimentos do Renascimento e Descobrimentos Portugueses, período que estuda há mais de trinta anos.
Filha de pais portugueses, nascida nos Estados Unidos da América, tem dupla nacionalidade. Veio com dois anos de idade para Lisboa, Portugal, onde quis fazer a sua vida e exercer a profissão de professora e, posteriormente, de escitora. É casada com João Pires Ribeiro (Professor e investigador - Física Nuclear).
Licenciou-se em filologia românica na Faculdade de Letras de Lisboa, de cujo grupo de teatro fez parte, juntamente com Luís Miguel Cintra, Luís Lima Barreto, Jorge de Silva Melo, Maria do Céu Guerra, Ermelinda Duarte e Eduarda Dionísio, entre outros.
Frequentou um mestrado de dois anos em Comunicação Educacional Multimedia na Universidade Aberta de Lisboa. Fez vários cursos de Línguas (Inglês, Francês e Espanhol em Universidades dos respectivos países).
Leccionou as disciplinas de Língua e Literatura Portuguesa e Língua e Literatura Francesa na Escola Secundária Passos Manuel, de Lisboa, onde fez o estágio e a maioria dos seus projectos de teatro e de escrita criativa com os alunos. Publicou então várias obras com o grupo de trabalho do M.E. para as comemorações dos Descobrimentos Portugueses, a Câmara Municipal de Lisboa e o Instituto de Inovação Educacional.
Com o seu projecto de Escrita Criativa, "Palavras, leva-as o vento?", foi a inúmeras escolas, de norte a sul do país, para promover o interesse pela leitura entre os alunos de diferentes níveis de escolaridade.
O sucesso dessas publicações escolares foi um incentivo para recomeçar a escrever para um público mais lato, ainda que num diferente registo literário, o do romance histórico, tendo publicado, de 2000 a 2010, onze romances históricos e dois livros de crónicas da Antiguidade Pré-Clássica, o primeiro dos quais – Contos Eróticos do Velho Testamento – foi editado no Brasil e traduzido em espanhol e italiano.

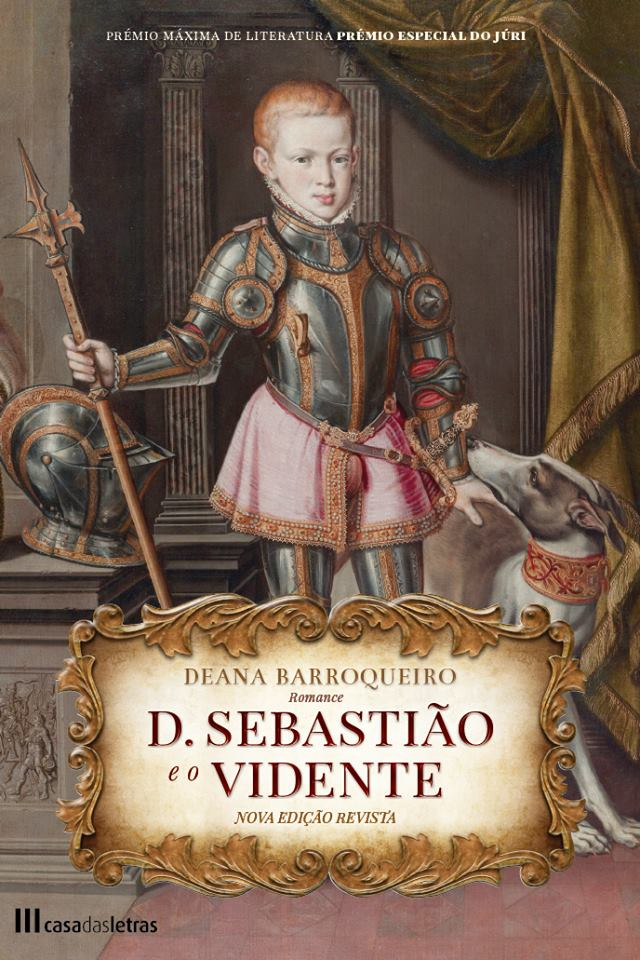
D. Sebastião e o Vidente

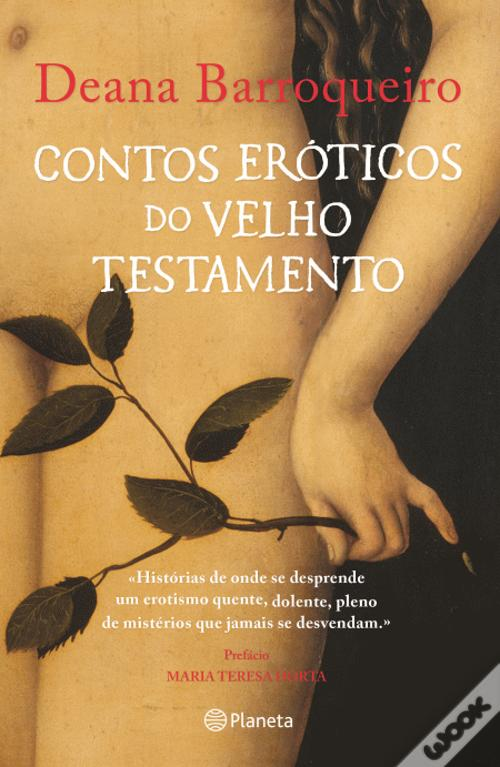
Contos Eróticos do Velho Testamento - 7ª edição (Planeta)

Em 21 de Novembro de 2003, nos Estados Unidos da América, durante um sarau para atribuição de prémios do Concurso Literário Proverbo, de cujo júri fez parte, a convite do jornal Luso Americano, a escritora recebeu um louvor pela Câmara de Newark, em reconhecimento do seu contributo para a divulgação e promoção da língua e cultura portuguesas entre as comunidades de emigrantes da América, Canadá e Europa.
O seu romance D. Sebastião e o Vidente (Porto Editora) foi agraciado com o Prémio Máxima de Literatura (2007) - Prémio Especial do Júri. O reconhecimento do valor histórico desta obra (resultado de três anos de intensíssimo trabalho e investigação) tem-se manifestado ainda em inúmeras localidades do país, como Pedrógão Grande, Murtosa, Lagos, Castelo Branco, Fundão, Paço dos Negros/Almeirim e S. Pedro do Sul, entre outras, mas também entre as comunidades portuguesas da América, Canadá e Europa, por meio de eventos e homenagens ou da sua comunicação social.
A edição brasileira dos seus Contos Eróticos do Antigo Testamento foi estudada no Curso de Literatura Comparada e Estudos Judaicos da Universidade de Minas Gerais, da Professora Dra. Lyslei Nascimento , estando o livro "Romance da Bíblia/Tentação da Serpente" a ser objecto de uma tese de Mestrado (2012).
O conto "Langores de Holofernes" (in Tentação da Serpente/Romance da Bíblia) foi publicado no Arquivo Maaravi, v.5, n. 9 (2011) - Revista Digital de Estudos Judaicos da UFMG: LER AQUI
No I Congresso de Cultura Lusófona Contemporânea, realizado em Portalegre, nos dias 11 e 12 de Junho de 2012, subordinado ao tema "A Mulher na Literatura e Outras Artes", a palestra da Professora convidada Dra. Lislei Nascimento, do Brasil, "Crime e redenção: mulheres que matam" tinha por objecto a análise de uma personagem "Judite" dos contos de Deana Barroqueiro, agora reeditados em forma de romance "Tentação da Serpente". Ver Mais
Faz parte do Dicionário de Escritoras Portuguesas - das origens à actualidade, por Conceição Flores, Constância Lima Duarte e Zenóbia Collares Moreira. Editora Mulheres.
«1640» foi publicado a 23 de Novembro de 2017, construído segundo o modelo de "Cortes na Aldeia", narrado a quatro vozes - o poeta Brás Garcia Mascarenhas, a professa Soror Violante do Céu, o prosador Dom Francisco Manuel de Melo e o pregador Padre António Vieira, em a autora recria os vibrantes acontecimentos nacionais e internacionais dos anos de 1617 a 1667, estabelecendo relações desse passado com o presente, onde será impossível não ver um paralelismo com a «Troika» que governou Portugal em 2011.
O seu romance «O Corsário dos Sete Mares - Fernão Mendes Pinto» foi parcialmente adaptado, por  João Botelho, no filme «Peregrinação» de 2017, para criar inúmeras cenas (em particular as da China e do Japão) que não fazem parte da obra de Fernão Mendes Pinto.

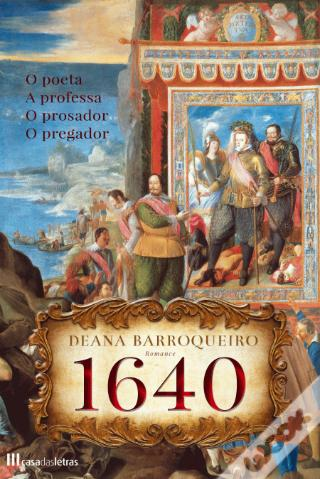
O romance de longo fôlego de Deana Barroqueiro (13 anos de pesquisa e escrita)

De 2015 a 2021 a autora dedicou-se à criação da obra monumental, História dos Paladares, em 3 Volumes. Uma história mundial, daí ser ambiciosa, mas é também nacional e subjectiva, pelas escolhas pessoais da autora, que dá particular atenção a Portugal, nomeadamente, às influências exercidas e sofridas, na culinária e alimentação, tanto pelos portugueses como pelos povos que contactaram durante a nossa Expansão Marítima, como se pode ver ainda hoje, na gastronomia de muitas nações dos vários continentes, o cozido à portuguesa, o sarapatel ou o porco em vinha-d’alhos. A vastidão do tema levou a autora a dividir a sua obra em três volumes, que se completam, embora com perspectivas distintas: o primeiro, da Sedução, que gira em torno dos paladares mais viscerais e que mais apelo fazem aos sentidos, com base em obras ainda manuscritas ou de tradição oral, até ao século XV, mas sempre com ligações ao presente; o segundo, da Perdição, em que a gastronomia se articula com o prazer, os vícios, o fausto e o pecado, a partir de obras impressas até ao dealbar do século XX; e o terceiro, o da Redenção, que se liga a outras artes, como o cinema, moda, religião, viagens, turismo gourmand, apontando já para experiências de futuro e sustentabilidade.
Os três volumes da História dos Paladares, I - Sedução, II - Perdição e III - Redenção, foram galardoados pelos Gourmand World Awards, na 1ª fase do Concurso, como os Melhores Livros de Gastronomia  de 2020-2022 de Portugal, entre 100 000 obras de 227 países. Na fase final, a dos Gourmand Best in the World 2022 (os Óscares da Gastronomia Mundial) foram nomeados e ganharam o 1º Prémio como a Melhor Série de Livros de Gastronomia do Mundo, entregue numa solene cerimónia, em Umeá (Suécia) no dia 4 de Junho 2022.
O 1º Volume da História dos Paladares - Sedução foi considerado pela crítica como O Melhor Livro de Gastronomia de 2021 (Expresso, Público) e Ganhou o Prix International de la Littérature Gastronomique, da Académie Interntionale de la Gastronomie (França).
- Prémio Gourmand World Cookbook Awards 2022 para Países e Regiões para a História dos Paladares , nas categorias de História da Culinária e na de Séries.
Nota: Dados biográficos autorizados pela escritora e baseados no seu blogue e nas notas de imprensa das Editoras 
- Galardão Grito de Mujer, pela sua intervenção na luta contra a discriminação.
- PRÉMIO FEMINA 2021 - NOTÁVEIS MULHERES: PELO ESTUDO E DIVULGAÇÃO DA CULTURA, HISTÓRIA E SOCIEDADE DE MATRIZ PORTUGUESA NO ESTRANGEIRO E NA LUSOFONIA.
- Prémio Máxima de Literatura (2007) - Prémio Especial do Júri para o romance "D. Sebastião e o Vidente".
Este romance fascinante foi construído a partir de uma rigorosa investigação de fontes históricas documentais - portuguesas, espanholas, italianas, francesas e holandesas - e condimentado pela exuberante imaginação de Deana Barroqueiro.

## Obras

### Não Ficção

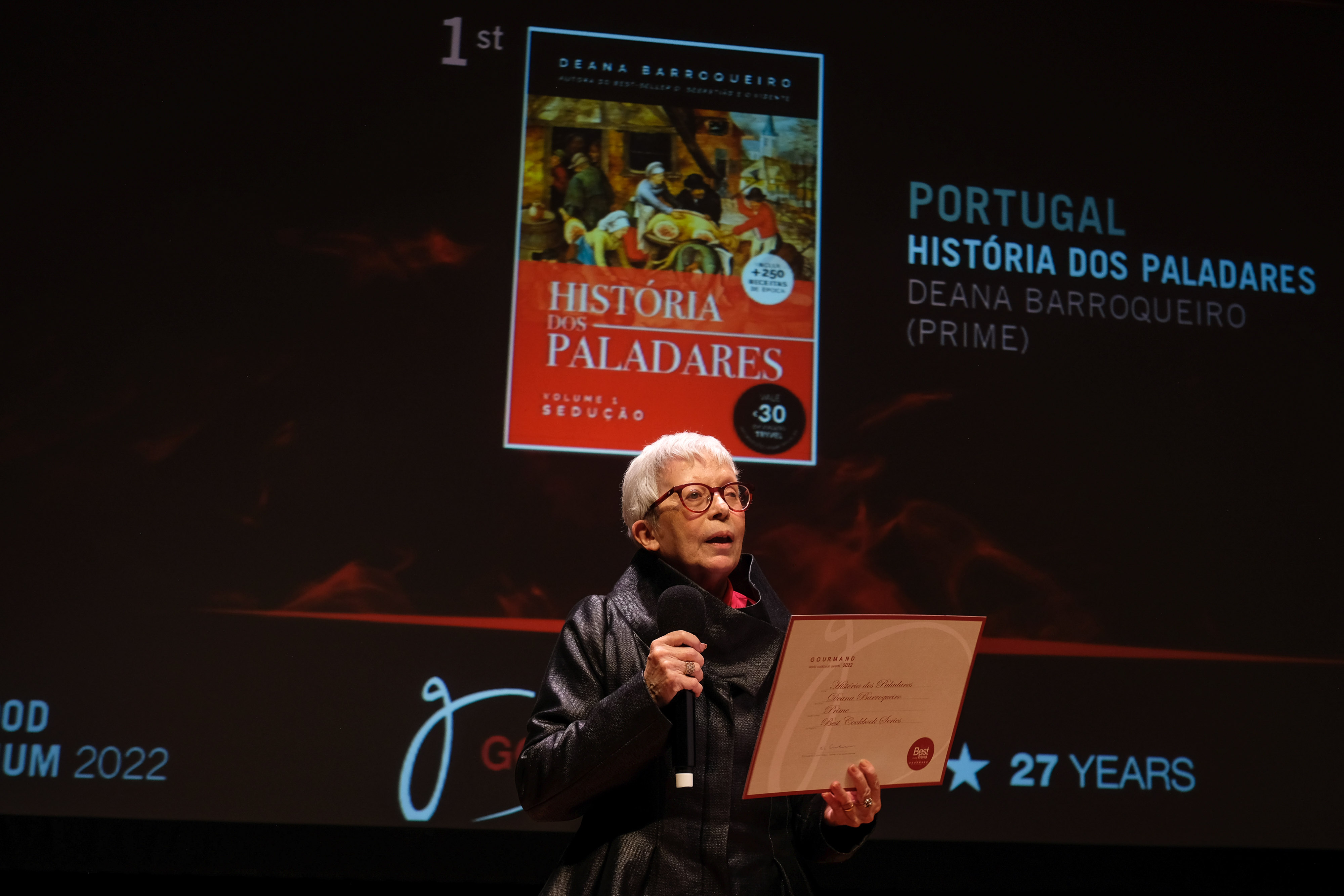
Gourmand Best in the World Cookbook Award - Series 2022

- História dos Paladares Volume III -  Redenção (no Prelo). Ed. PrimeBooks,
Além das inúmeras histórias e episódios que nos remetem para a história da gastronomia, portuguesa e mundial, os leitores encontrarão 250 receitas, dessa culinária tradicional de várias épocas, a maioria pertencente à rica gastronomia portuguesa, com particular atenção a iguarias que correm o risco de desaparecer na voragem do tempo.
- História dos Paladares Volume II -  Perdição.  Ed. PrimeBooks, Dezembro 2021.

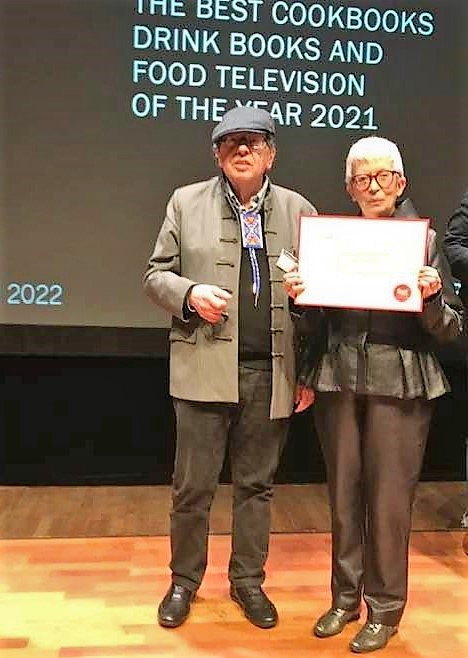
Gourmand Best in the World - Series 2922

Neste volume 2, terminado em plena pandemia, os paladares são de Perdição, porque se aliam a todos os outros sentidos, na medida em que o Homem vive irremediavelmente tentado pelo Prazer e pelo Excesso, incapaz de resistir ao Pecado (gula, luxúria e vaidade), eternamente condenado ao Remorso e à Expiação (abstinência, jejum e dietas). Este livro é um contributo para os que anseiam volver à saudosa culinária dos afetos e às suas raízes, no prazer da mesa e do convívio de familiares e amigos. Com 211 receitas de várias épocas, portuguesas e internacionais.
- História dos Paladares Volume I - Sedução. Ed. PrimeBooks, Dezembro 2020. Considerado pela crítica O Melhor Livro de Gastronomia de 2020. 
Galardoado com o Prix International de la Littérature Gastronomique 2021, pela Académie Internationale de la Gastronomie (Paris). 
Trilogia da História dos Paladares (2020-2022): A história da evolução do gosto, que levou à educação do paladar e à eleição da gastronomia como uma arte, percorreu um longuíssimo caminho, desde a Idade da Pedra até aos nossos dias. Esse percurso é aqui narrado através de acontecimentos passados nos cinco continentes, episódios históricos e mitos nacionais e universais, personalidades que reflectiram e influenciaram o mundo dos paladares (reis, filósofos, cientistas, escritores) e também receitas que atravessaram séculos ou mesmo milénios, por via oral, manuscrita ou impressa, através de incontáveis gerações, chegando quase inalteradas às nossas cozinhas. Com 250 receitas de várias épocas e países.

### Romances
- Rascunhos Secretos - Viagem de Fernão de Magalhães e outras aventuras e espionagem na corte de três reis - D. Afonso V, D. João II e D. Manuel. Ed. Manuscrito/Presença, 2024.
- 1640 - Romance sobre a Restauração e o século XVII português, suas relações internacionais. Ed. Casa das Letras/Leya, 2017[15]. Quatro guias singulares - um poeta, uma professa, um prosador e um pregador - conduzem o leitor nesta viagem ao passado, através dos seus dramas pessoais e colectivos, revisitando o Portugal de 1640 e da Restauração da Independência.
- D. Sebastião e o Vidente - Edição comemorativa do 10º aniversário da obra. Ed. Casa das Letras/Leya, 2016.
- O Espião de D. João II - Pêro da Covilhã: Ed. Casa das Letras/Leya, 2015.
- O Corsário dos Sete Mares - Fernão Mendes Pinto: Ed. Casa das Letras/Leya, 2012.
- Tentação da Serpente - Reedição de «O Romance da Bíblia - Contos e Novos Contos Eróticos do velho Testamento» . Ésquilo, 2012.
- O Romance da Bíblia - Ed. Ésquilo, 2010.[16]
- O Espião de D. João II - Ed. Ésquilo, 2009.
- O Navegador da Passagem - Bartolomeu Dias - Ed. Porto Editora, 2008.
- D. Sebastião e o Vidente - Obra escolhida pela Porto Editora para se lançar na publicação de Literatura, em 2006. História de suspense envolvendo el-Rei D. Sebastião e Miguel Leitão de Andrada. Obra agraciada com o Prémio Máxima de Literatura (2007) - Prémio Especial do Júri.

### Contos
- Novos Contos Eróticos do Velho Testamento, Ed. Livros Horizonte, 2004. Continuação das crónicas da antiguidade, recriando a relação homem/mulher à luz da tradição judaico-cristã.

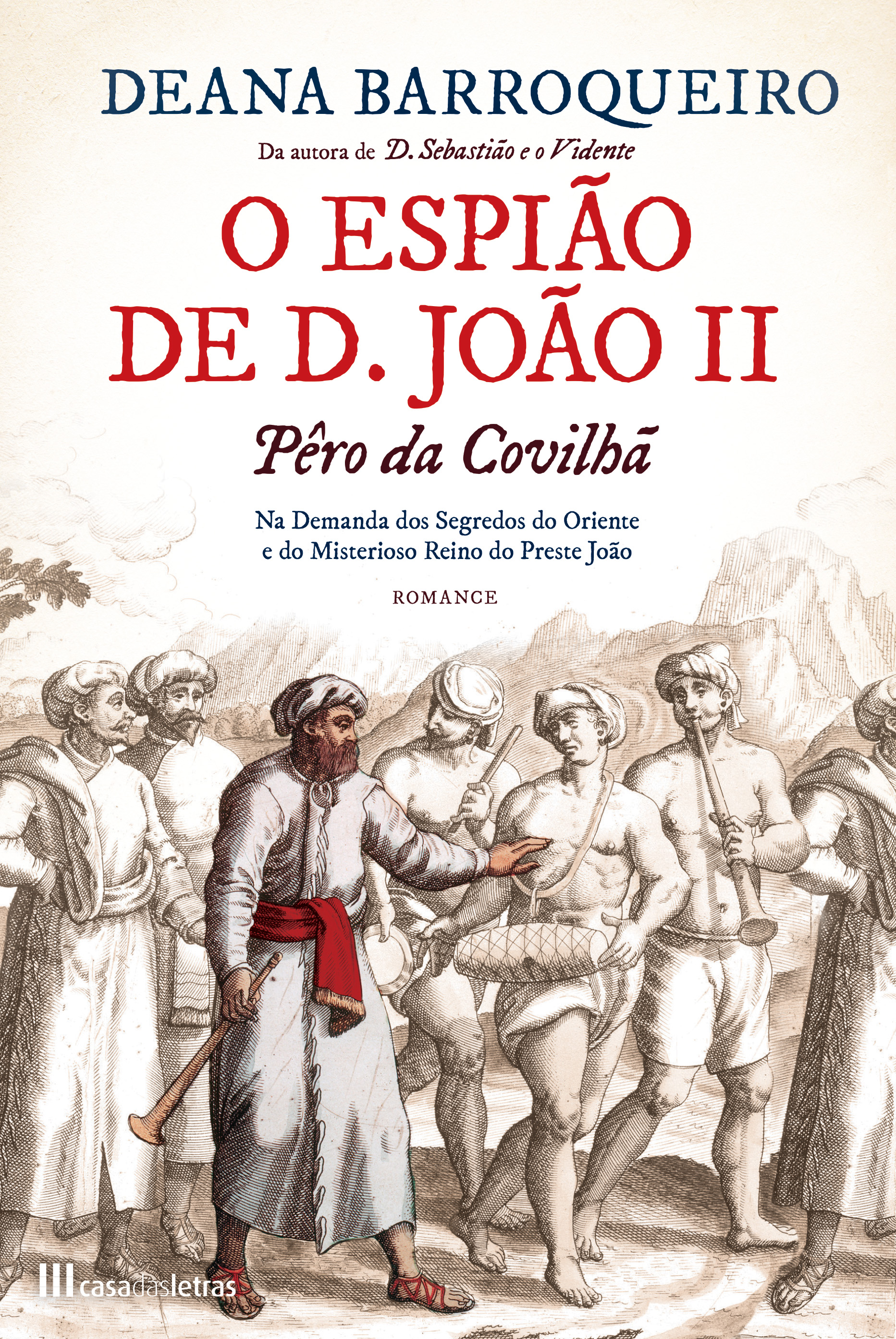
Pêro da Covilhã, um misto de James Bond e Indiana Jones do Séc. XIV/XV

- Contos Eróticos do Velho Testamento, Ed. Livros Horizonte, 2003. Crónicas da Antiguidade Pré-Clássica com base em histórias do Antigo Testamento.

### Prefácios, Artigos, Outras Publicações
. Cid Petrus - Guião para uma série televisiva com base no romance da autora, O Espião de D. João II, sobre as viagens de Pêro da Covilhã.
- Prefácio ao livro de fotografias «Etiópia», de Lisa Vaz, ed. Almalusa - «Etiópia, o mítico reino do Preste João». 2019.
- Prefácio ao livro de contos "A Noite e o Sobressalto", de Pedro Medina Ribeiro, Ed. Oficina do Livro, 2010.
- Prefácio ao livro de poemas "Mentes Perversas e Outras Conversas", de Ana Paula Lavado.[17]
- "O Enigmático Espião de D. João II" - Artigo inserido na obra colectiva "Grandes Enigmas da História de Portugal", Vol. II: "Avis e os Descobrimentos", coordenada por Miguel Sanches de Baêna e Paulo Alexandre Loução. Editora Ésquilo, 2009.
- Participa com o poema "Cantiga de Amigo" na "Antologia da Memória Poética da Guerra Colonial", coordenada por Margarida Calafate Ribeiro e Roberto Vecchi.[18]

Colecção de Viagens/Aventuras - Cruzeiro do Sul, Ed. Livros Horizonte
- Uraçá, o índio branco. História cujo pano de fundo é a Descoberta do Brasil. 2002
- O Cometa - Uma viagem impossível. A viagem de Bartolomeu Dias e suas aventuras no Congo e no mar, 2002
- Um Homem das Arábias. O primeiro dos cinco romances dedicados às viagens espantosas de Pêro da Covilhã, 2002
- O Espião d'el-Rei. Segunda etapa das viagens de Pêro da Covilhã, 2003
- A Pedra do Anel. Terceira etapa das viagens do espião por Goa, Ormuz e costa oriental da África, 2003
- O Monomotapa. Quarta etapa da aventura de Pêro da Covilhã, em Sofala, onde descobre as minas de Salomão, no Monomotapa, 2003
- O Grande Abexim. Quinta e última etapa das viagens do espião de D. João II, em que vai conhecer Meca, Medina e o monte Sinai, seguindo depois para a Etiópia em busca do Preste João, 2004

### Obras anteriores
Com a colaboração da ilustradora Lídia Lobo e de alunos da E.S. Passos Manuel, editoras diversas:
- Sob o Signo de Tordesilhas - obra dramática em verso, 1995
- Crónicas de Pimenta e de Canela - colectânea de contos, 1997
- Crónicas de Monções e de Marés - colectânea de contos, 2000
- O Cabo do Mundo - auto em verso, de modelo vicentino, 2000
- A Palavra e o Olhar - estudo sobre Padre António Vieira, 1996